# Emil Brose
Emil Brose (* 11. Mai 1901 in Nordenham; † 8. Mai 1962 in Oldenburg) war ein deutscher Maler.

## Biografie
Brose war eines von zwei Kindern des Kabellegers und Seemannes Fritz Gustav Carl Brose (*. 18. November 1872 in Frankfurt/Oder) und dessen Ehefrau Johanne Wilhelmine Catharina Brose, geborene Rohde (* 5. Dezember 1873; † 15. September 1928). Er verlebte seine Kindheit in Nordenham und besuchte dort auch die Volksschule.
Nach der Schulzeit begann er zunächst in Oldenburg eine Lehre als Anstreicher. Mit 19 Jahren studierte er 1920 in Dresden an der Akademie für Kunstgewerbe dekorative Malerei bei Carl Rade, Alexander Baranowsky, Paul Rößler, Gustav Schmidt und Ernst Zschiesche. Nach sechs Studienjahren verließ er um 1926 die Kunstakademie und ließ sich als freischaffender Künstler in Dresden nieder. Insgesamt achtzehn Jahre lebte er dort und bestritt seinen Lebensunterhalt hauptsächlich durch die Fertigung von Auftragsarbeiten, Porträtmalerei und den Verkauf seiner Landschaftsgemälde.

1938 kehrte er nach Oldenburg zurück.
Mit Beginn des Zweiten Weltkrieges wurde Brose zur Wehrmacht eingezogen und in Munsterlager stationiert, nahm jedoch an keinen Kriegseinsätzen teil. In dieser Zeit schuf er viele Zeichnungen und Aquarelle von Kameraden.

1946 heiratete er die aus Emden stammende Klara Brose geb. Moritz, beide hatten einen Sohn.
Anfang der 1950er-Jahre schloss sich Brose dem Oldenburger Bund Bildender Künstler an. Im April 1953 bildete sich in dem Verband eine Ausstellungsgruppe unter dem Namen Freie Gruppe, der sich einige Kunstmaler aus dem BBK anschlossen. Er wurde auch sich Mitglied im Oldenburger Kunstverein.
Brose liebte die Freilichtmalerei und nutzte jede Gelegenheit, auf seinem Fahrrad die Gegend zu erkunden, um nach neuen Motiven Ausschau zu halten. Er hatte dabei das Bedürfnis, sie sofort auf Leinwand, Papier oder Hartfaserplatte festzuhalten. Seine mitgeführte Ausrüstung bestand deshalb hauptsächlich aus Öl-, Tempera- und Aquarellfarben, Pinseln und Malträgern.
Nicht selten schlossen sich auf seinen Radtouren Freunde aus dem BBK an. Eine enge Freundschaft bestand dabei zu Otto Blanck sowie zu Alfred Bruns und Eva Simmat. Mit Blanck unternahm er unter anderem 
Wochenendradtouren. Mit seinem Freund und Malerkollegen Bruns unternahm er um 1955 herum eine Reise nach Paris und 1956 nach Sardinien. Für die Reise nach Frankreich hatten beide Maler ein Stipendium des BBK, für die Italienreise ein Stipendium des Oldenburger Künstlerbundes erhalten. Zahlreiche Arbeiten entstanden auf diesen Reisen.

## Werke
Brose widmete sich hauptsächlich der Landschaftsmalerei, überwiegend in Oldenburg, Ammerland, Ostfriesland, Wesermarsch, Amsterdam, Dresden und Nordenham. Viele Öl- und Temperagemälde sowie Aquarelle und Zeichnungen befinden sich in privater Hand. Einzelstücke haben das Landesmuseum Oldenburg und das Stadtmuseum Oldenburg im Bestand.

## Ausstellungen
- 1955 im Landesmuseum Oldenburg
- 1963 im Oldenburger Kunstverein
- 1974 im Stadtmuseum Oldenburg